# SSVg Barmen
Die SSVg Barmen (offiziell: Sport- und Spielvereinigung  Barmen e. V.) war ein Sportverein aus dem Wuppertaler Stadtteil Barmen. Die erste Fußballmannschaft spielte vier Jahre in der höchsten niederrheinischen Amateurliga.

## Geschichte
Der Verein wurde im Jahre 1906 als SC Germania Rott gegründet. Dieser Verein fusionierte später mit dem FC Olympia Barmen zum Barmer Spielverein 06, der am 20. August 1920 mit dem SV 07 Carnap zur SSVg Barmen fusionierte. Zwischen 1937 und 1939 nannte sich der Verein Sportfreunde Blau-Gelb Wuppertal, bevor er zu seinem alten Namen zurückkehrte. Zwischen 1943 und 1945 bildeten die Barmer zusammen mit TuRa Wuppertal und Schwarz-Weiß Wuppertal die Kriegsspielgemeinschaft KSG Wuppertal-Barmen.
Im Jahre 1927 stand die SSVg vor dem Aufstieg in die seinerzeit erstklassige 1. Bezirksklasse Berg/Mark, verlor aber das Entscheidungsspiel um den Aufstieg gegen Viktoria Düsseldorf. Ein Jahr später klappte es mit dem Sprung in die erste Liga, wo die SSVg auf Anhieb Vizemeister hinter Fortuna Düsseldorf wurde. Nach einigen Jahren in der Spitzengruppe verpasste die Mannschaft 1933 die Qualifikation für die neu geschaffene Gauliga Niederrhein. 1935 erreichte die SSVg die Aufstiegsrunde zur Gauliga, scheiterte aber an TuRU Düsseldorf und Union 02 Hamborn. 1944 erreichte die KSG Wuppertal-Barmen erneut die Aufstiegsrunde, wo die Mannschaft am VfB 03 Hilden scheiterte.
Nach dem Zweiten Weltkrieg gehörten die Barmer 1947 zu den Gründungsmitgliedern der Landesliga Niederrhein, der seinerzeit höchsten Amateurliga. Aus dieser stieg die SSVg prompt ab und wurde ein Jahr später in die Kreisklasse durchgereicht. Dem direkten Wiederaufstieg folgte der Durchmarsch in die Landesliga in der Saison 1950/51. Ein Jahr später stieg die SSVg erneut ab und musste im Jahre 1957 erneut den Gang in die Kreisklasse antreten. Zwei Jahre später gelang der Wiederaufstieg in die Bezirksklasse, dem erneut der direkte Durchmarsch in die Landesliga folgte. In der Saison 1964/65 erreichten die Barmer mit Rang drei den sportlichen Zenit, ehe es ein Jahr später erneut in die Bezirksklasse hinunter ging.
Am 11. Juni 1970 fusionierte die SSVg Barmen mit Viktoria Wuppertal, dem VfB Wuppertal und Eintracht Wuppertal zum ASV Wuppertal.

## Persönlichkeiten
- Grete Heublein (1908–1997), Leichtathletin
- Franz Linken (1912–1976), Fußballspieler
- Josef Lüke (1899–1964), Fußballspieler